# Nyírbátori református templom
Dombtetőn emelkedik az impozáns, magas, gótikus, középkori eredetű nyírbátori református templom. Délkeletre tőle magasodik a fából ácsolt vaskos, zsindellyel fedett harangláb (épült 1640 körül). A templom 1963 óta áll műemléki védettség alatt.

## A templom építészete
A monumentális gótikus csarnoktemplom nyugati homlokzata elé (a délnyugati sarokhoz) épült egy kisméretű, négyszögű torony. A szentély sokszögű, északkeleten hozzá tartozik a hajdan emeletes sekrestye (földszintje megmaradt). A nyugati homlokzaton nyílik a gótikus ajtó. Fölötte reneszánsz stílusú, 12 palmettából álló koszorú övezi a Báthori-címert. Belépve pompás (szinte lebegni látszó) hálóboltozattal fedett, magasba nyúló teret láthatunk, amelyet délről gyönyörű csúcsíves nagy ablakok világítanak meg (észak felé nem nyílik ablak). A karcsú faloszlopok diszkréten tagolják a teret. A szentélynek egyetlen ablaka van (délkelet felé nyílik). A déli kettős kapu fölött felirat olvasható 1488-as évszámmal, fölötte látszik a domborművű Báthory-címer. A szentélyben megcsodálhatjuk a remekbe faragott reneszánsz stílusú oltáriszentség-fülkét. A Báthoriak síremlékei közül kettő maradt meg. A kenyérmezei török fölötti diadal egyik hőse, a templomot építtető ecsedi Báthori István erdélyi vajda síremlékén († 1493) teljes lovagi páncélban, életnagyságban ábrázolták az elhunytat. ecsedi Báthori István országbíró († 1605) kőszarkofágját Báthory Gábor fejedelem készíttette. A templom eredeti berendezéséből két remek faragású hátaspadsor maradt meg. A nagyobbik a Magyar Nemzeti Múzeumba (1931), a kisebb a nyírbátori Báthori István Múzeumba (1968) került.

### Galéria

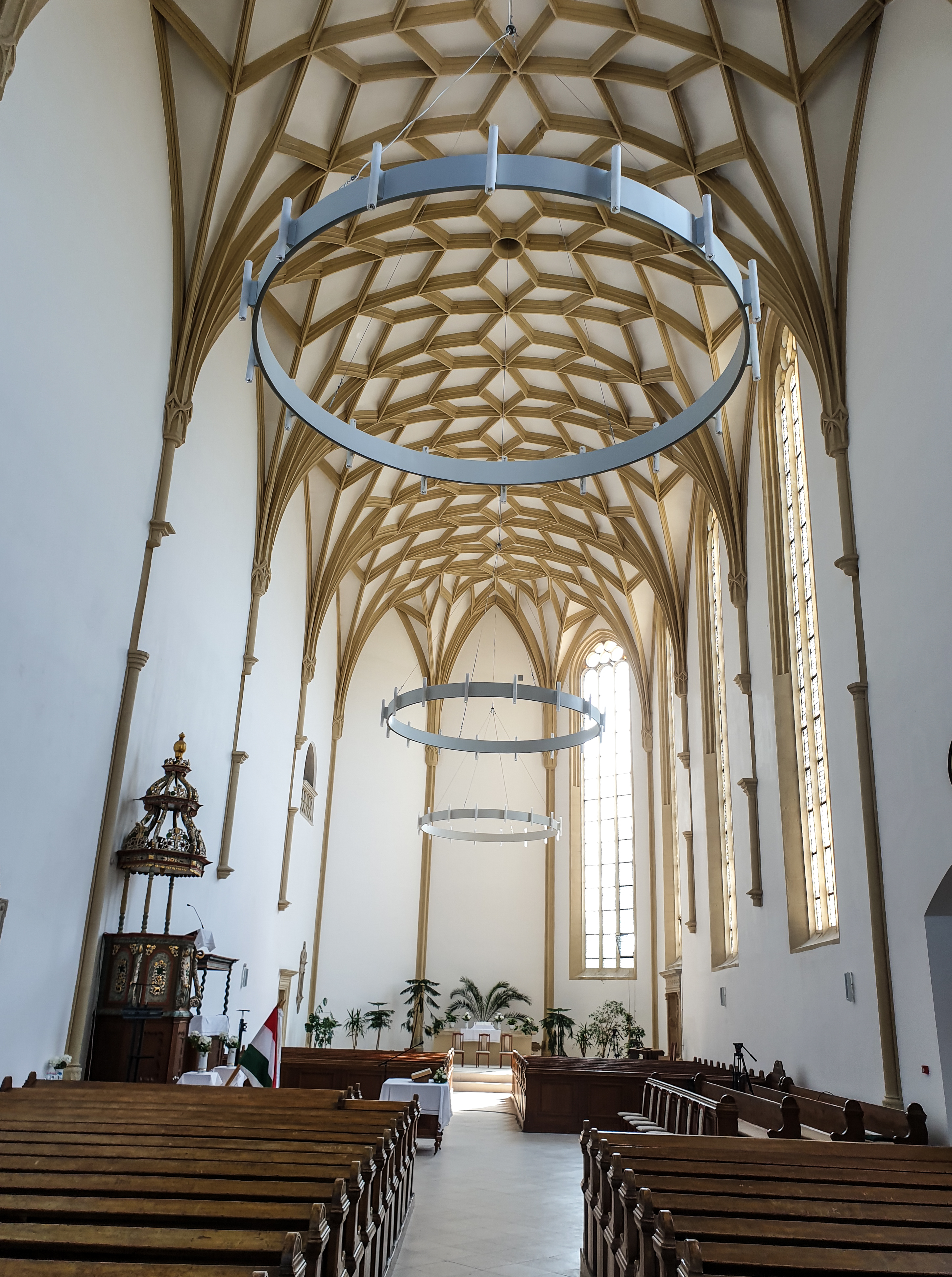
A templom belső képe
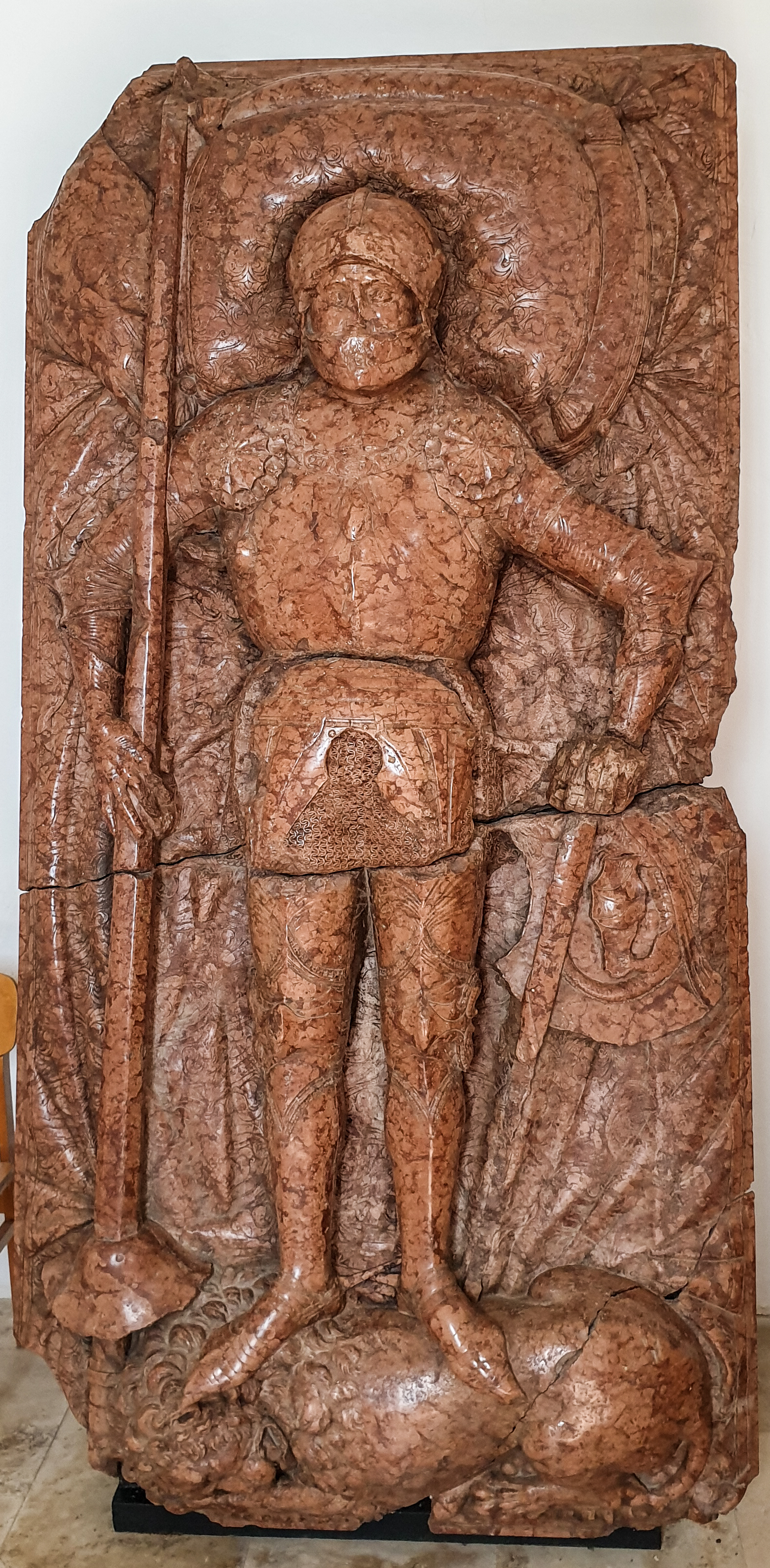
Báthori István (1430–1493) erdélyi vajda sírköve
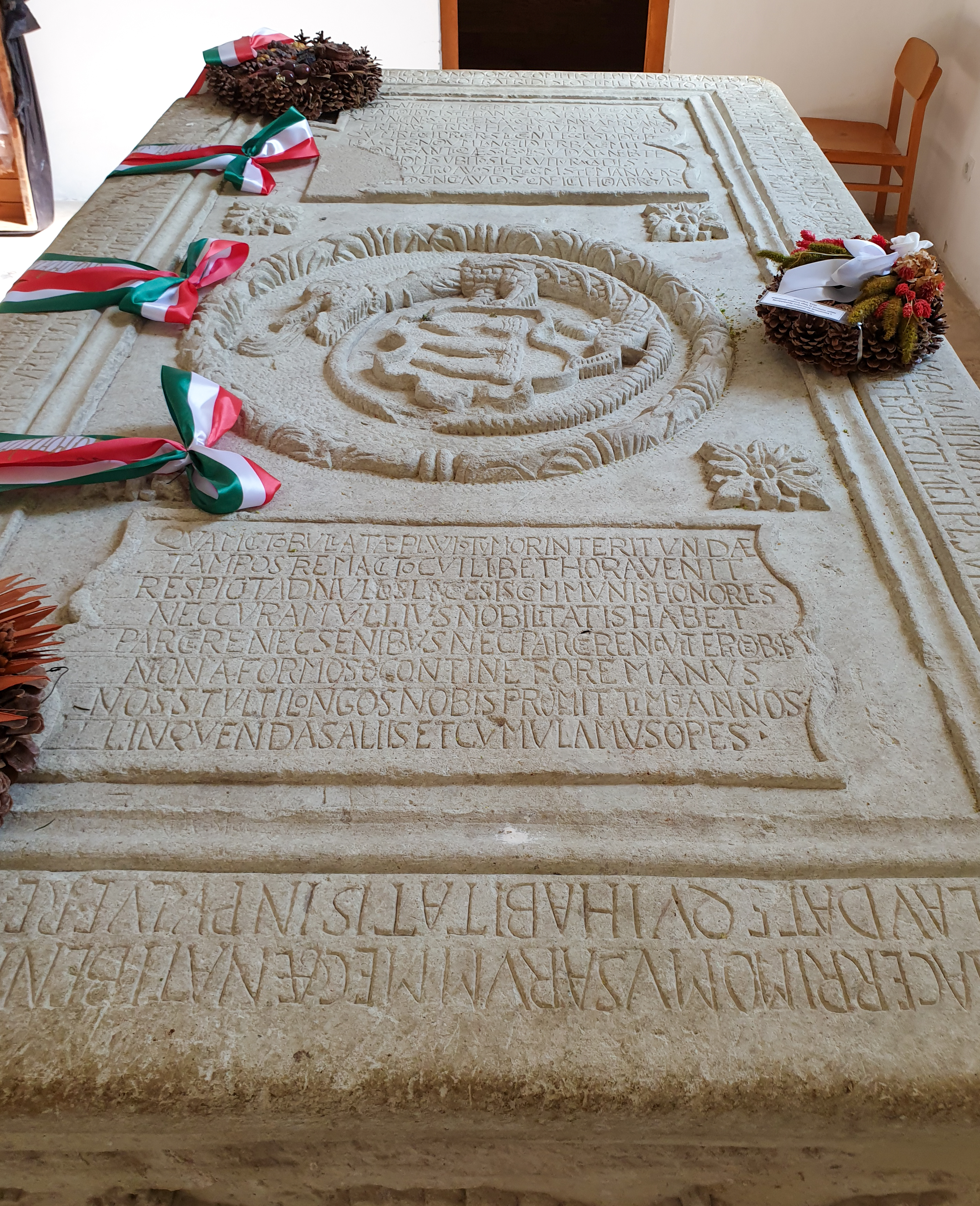
Báthori István (1555–1605) országbíró szarkofágja

## A templom rövid története
Először 1326-ban említi oklevél Nyírbátor templomát. 1433-ban említik azt a kápolnát, amelynek alapfalai a mai református templomtól északnyugatra kerültek elő a régészeti ásatásnak köszönhetően (1958). 1480-ban kezdte el építtetni a ma is álló templomot ecsedi Báthori István erdélyi vajda. Akik látták, a 17-18. században mind-mind magasztalták a templom szépségét. 1834-ben földrengés rongálta meg, de hamarosan helyreállították. 1897-ben a templom nyugati végében neogótikus karzatot alakítottak ki. 1963-1964 között került sor a templom restaurálására. Évente júliusban rendezik meg a Nyírbátori Zenei Napok rendezvénysorozatát, amelynek során a hangversenyeket ebben a templomban tartják.

## Légifelvételek

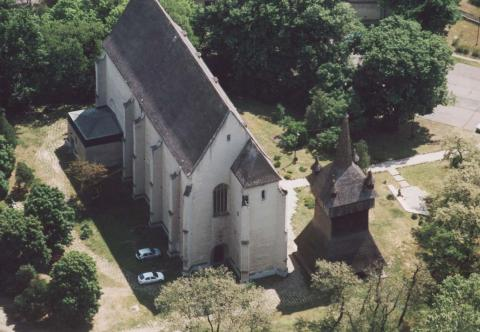
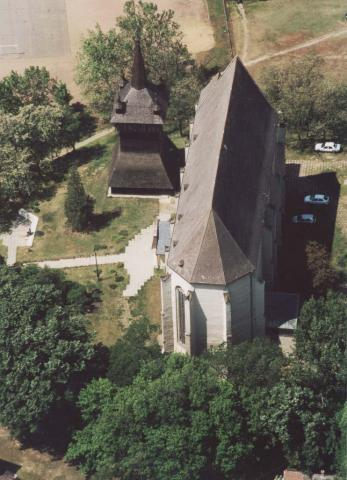
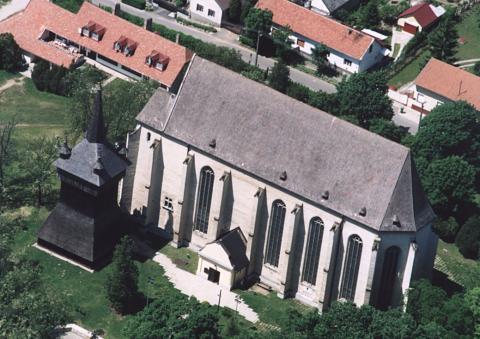